# Castries Market

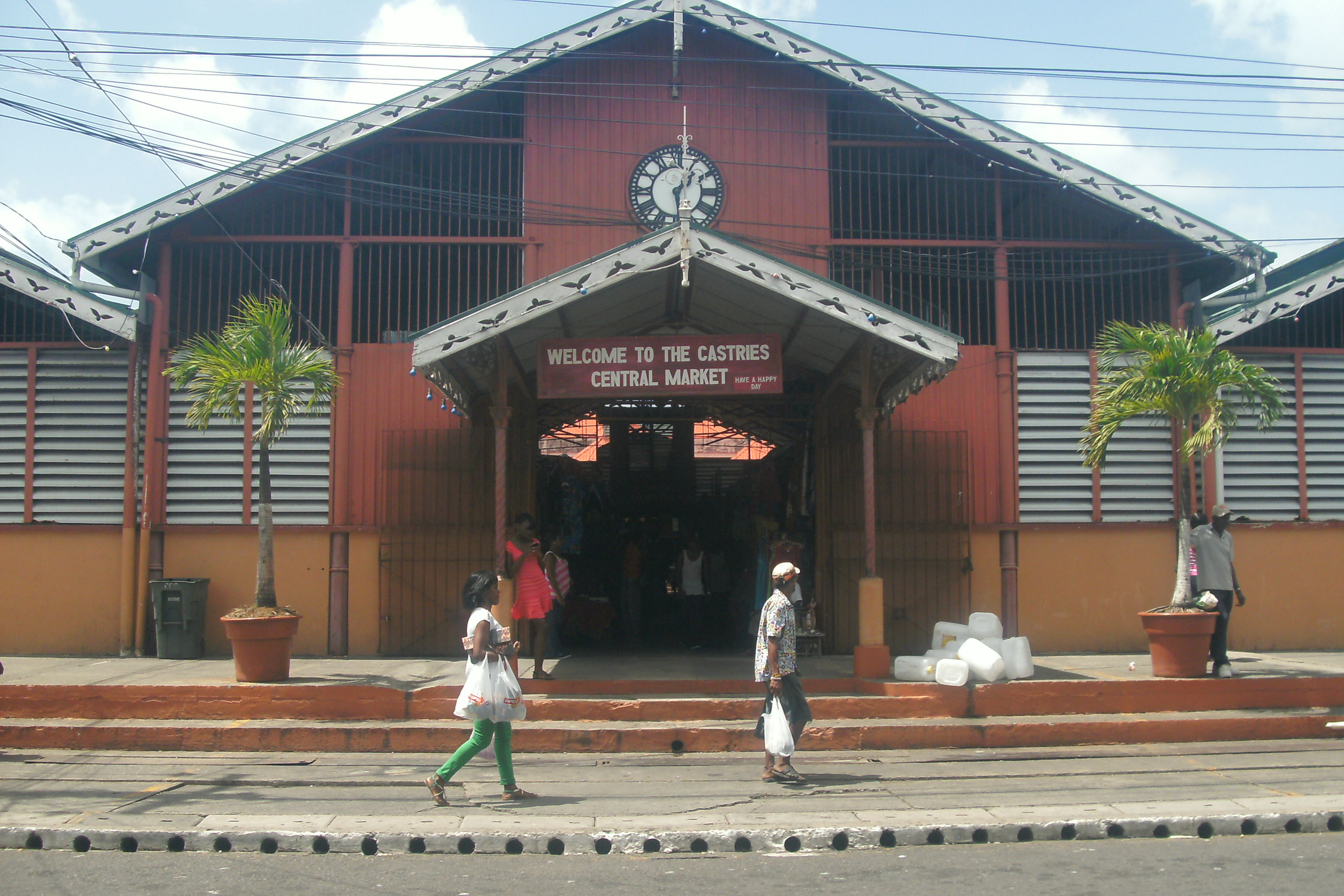
Eingang von Castries Market in Jeremie Street.

Castries Market und „Vendor's Arcade“ ist ein Markt in Castries, Saint Lucia. Er liegt am Südostende der Bucht Castries Port, zwischen Bideau Park und King George V Gardens. Zur Bucht hin begrenzen Jeremie Street und John Compton Highway das Gelände und nach Norden die Baptiste Street.
Es gibt mehr als 300 dauerhafte Verkäufer und an Markttagen hundert oder mehr Tagesverkäufer.
Die offenen Hallen wurden 1891 von Bruce & Still Ltd. aus Liverpool errichtet. Damit sollte das Erscheinungsbild der Stadt verschönert werden. Das Gelände wurde von Gouverneur Sir Charles Bruce am 2. Juli 1894 eröffnet.
Fisch und Fleisch wird inzwischen nicht mehr auf dem Gelände verkauft, aber der Markt wurde zu einem zentralen Einkaufsort. 1996 erweiterte das Castries City Council das Gelände um eine Vendor's Arcade (Verkaufshalle). Mittlerweile ist der Markt auch eine beliebte Anlaufstelle für Touristen.